# Neusieden
Neusieden ist seit 1969 ein Gemeindeteil bzw. eine Gnotschaft des Marktes Marktschellenberg im oberbayerischen Landkreis Berchtesgadener Land.

## Etymologie
Der Name Neusieden ist vom Salzsieden abgeleitet. Älteste urkundliche Erwähnung als Newsieden ist 1386.

## Geschichte
Vermutlich bereits ab Ende des 14. Jahrhunderts war Neusieden der 2. Gnotschaftsbezirk der „Urgnotschaft“ Scheffau im Berchtesgadener Land, das ab 1380 das Kernland der Reichsprälatur Berchtesgaden und der später eigenständigen, reichsunmittelbaren Fürstpropstei Berchtesgaden (1559–1803) bildete. Nach drei kurz hintereinander folgenden Herrschaftswechseln wurde 1810 das Berchtesgadener Land mit seinen Gnotschaften dem Königreich Bayern angegliedert. In den Gemeindeverzeichnissen ab 1817 ist Scheffau dann als Gemeinde aufgeführt worden. Noch vor der allgemeinen Gebietsreform in Bayern wurden am 1. Oktober 1969 Marktschellenberg, der einstige zweite Hauptort des Berchtesgadener Landes, sowie Landschellenberg und Scheffau zur neuen Gemeinde Marktschellenberg zusammengeschlossen. Seither ist Neusieden ein Ortsteil bzw. eine Gnotschaft des Marktes Marktschellenberg.

## Hausnamen
Die Gnotschaft Neusieden bestand nach der statistischen Übersicht von 1698 aus 28 Anwesen, davon 22 ganze Höfe und 6 halbe Höfe, die mit ihren Hausnamen aufgeführt werden. Weicht der heutige Hausname vom damaligen ab, ist er in Klammern beigefügt. Laut Steuerbuch von 1698 war der für den Gnotschafterbezirk aufgestellten Gnotschafter der Bauer von Lenz.
Die Anwesen Brigl, Griesser und Lenz sind heute nicht mehr bekannt. Diese Anwesen sind in der nachstehenden Tabelle kursiv dargestellt.
→ Siehe auch: Liste der Baudenkmäler in Marktschellenberg#Neusieden
| Ganze Höfe | Halbe Höfe |
| --- | --- |
| 1. Mittlerer Barmstein 2. Brigl 3. Ertl (Jodlerlehen) Mehlweg 10 4. Gangllehen (Auerlehen) Mehlweg 9 5. Guldenlehen (Graßmannlehen) 6. Griesser 7. Hinter Hirschbichl 8. Vorder Hirschbichl 9. Hinter Kraxenberg 10. Vorder Kraxenberg 11. Leitenlehen 12. Lenz 13. Mehlweg 14. Neusieden (1) 15. Neusieden (2) 16. Poschachholz oder -lehen 17. Rappoltstein oder Gschnaitmann 18. Spielbichl (Wastlerlehen) 19. Splitterhof (Lenzenlehen) 20. Weichselleiten (Doffenlehen) 21. Wörndl (Rottenlehen) 22. Zill | 1. Ober Barmstein 2. Unter Barmstein Barmsteinweg 10/11 3. Neusieden (3) 4. Point 5. Roßknechtlehen (Malterlehen) 6. Roßknechtlehen (Michinggütl) |

Die aktuellen Hausnamen sind auch auf der topographischen Karte im Bayernviewer dargestellt.
In einigen Quellen wurde Mehlweg als eigene Gnotschaft aufgeführt, die im Norden der (Rest-)Gnotschaft Neusieden liegt.